# 65-й Нью-Йоркский пехотный полк
65-й Нью-Йоркский пехотный полк (65th New York Volunteer Infantry Regiment), известный также как «1st United States Chasseurs» — представлял собой один из пехотных полков армии Союза во время Гражданской войны в США. Полк был сформирован летом 1861 года и прошёл все сражения Потомакской армии на Востоке от сражения при Свен-Пайнс до сражения при Аппоматтоксе. 1 сентября 1864 года часть рядовых покинула полк из-за истечения сроков службы и полк был сведён в батальон из четырёх рот.

## Формирование
11 июня 1861 года полковник Джон Кокрейн был уполномочен военным департаментом набрать пехотный полк. Полк был сформирован в лагере Кэмп-Томпкинс и там же был принят на службу в федеральную армию сроком на три года в июле и августе 1861 года. Роты полка были набраны в основном в Нью-Йорке (A, C, G и I), Мэне и Род-Айленде (В), а также в Коннектикуте и Огайо. Первым командиром полка стал полковник Джон Кохран, подполковником Александр Шалер, майором Генри Хили.

## Боевой путь

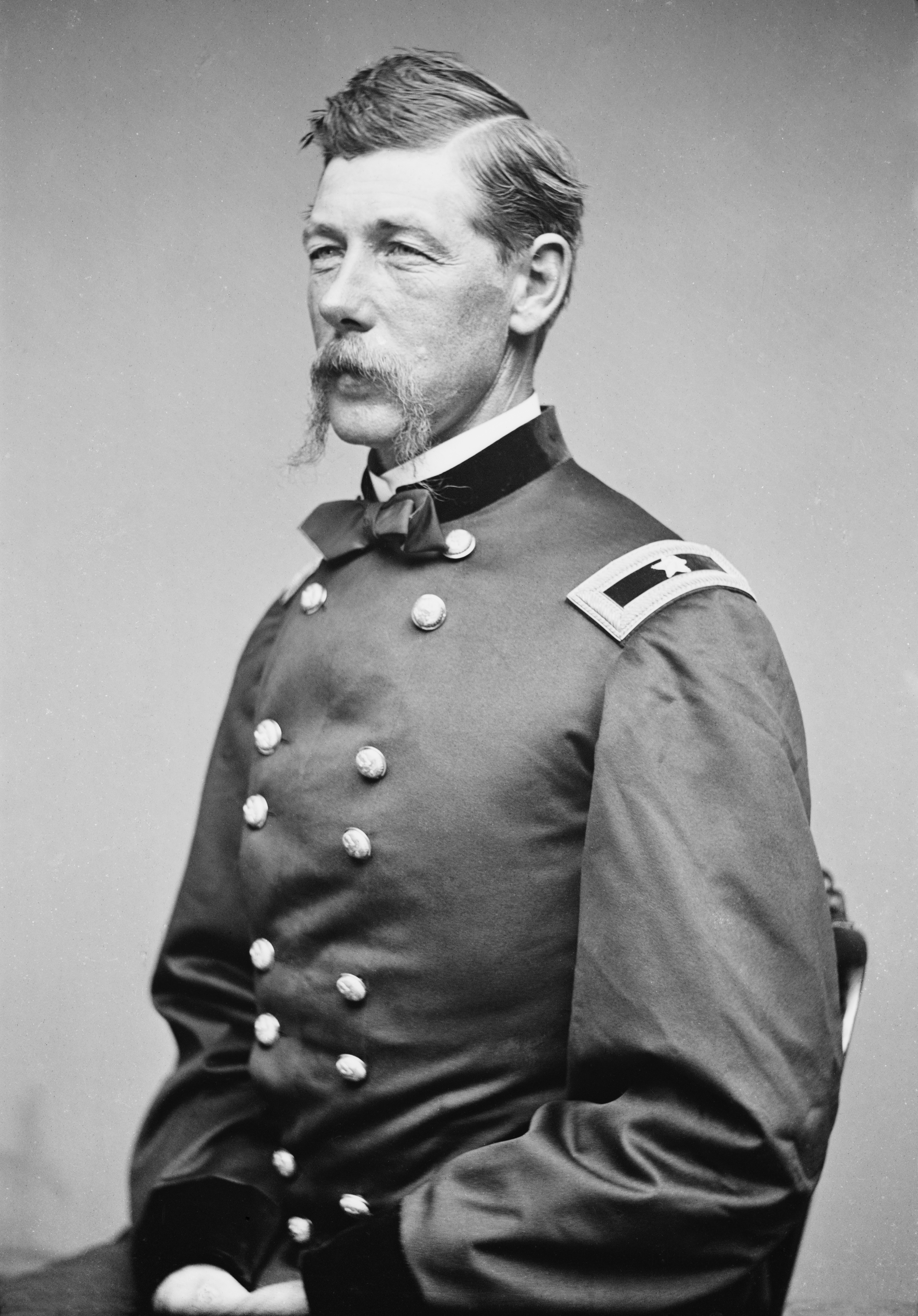
Александр Шалер

27 августа 1861 года полк покинул Вашингтон и был приписан к 3-й Временной бригаде, но уже 19 сентября был переведён в бригаду Лоуренса Грэма (в составе дивизии Бьюэлла). В марте 1862 года были сформированы корпуса Потомакской армии и бригада Грэма стала частью дивизии Дариуса Кауча в составе IV корпуса Потомакской армии. 25 марта полк был переброшен на Вирджинский полуостров и участвовал в осаде Йорктауна. После сдачи Йорктауна полк участвовал в наступлении на Ричмонд и сражался при Севен-Пайнс, где потерял 9 рядовых убитыми и 22 ранеными. Перед сражением командование бригадой принял генерал Джон Эберкомби.
Полк прошёл Семидневную битву, где потерял убитыми 15 рядовых, ранеными 43 рядовых и капитана Эдварда Бернарда и 9 рядовых пропавшими без вести. После завершения Семидневной битвы, 5 июля, полковник Кохран возглавил бригаду, сдав полк подполковнику Шалеру. 17 июня Кохран получил звание бригадного генерала, а Шалер — звание полковника.
16 августа полк был выведен с полуострова и отправлен в Александрию. Там 12 сентября дивизия Кауча была временно придана VI корпусу и участвовала в Мерилендской кампании, но не была активно задействована и полк потерял только 1 человека раненым. 20 сентября дивизия Кауча формально стала 3-й дивизией VI корпуса, а 18 октября дивизию возглавил Джон Ньютон.
Осенью полк участвовал во Фредериксбергской кампании, но снова не был активно задействован и не понёс потерь.
В январе 1863 года участвовал в «Грязевом марше» генерала Бернсайда.
В феврале 1863 года бригадный генерал Кохран покинул армию, полковник Шалер возглавил бригаду, сдав полк подполковнику Джозефу Хэмблину.
В ходе Чанселорсвиллской кампании полк участвовал во втором сражении при Фредериксберге, где дивизия Ньютона штурмовала высоты Мари. Полк успел принять участие в штурме высот, в ходе которого был убит один рядовой, ранен майор Хили и 12 рядовых и 3 человека пропало без вести. Полковник Шалер впоследствии получил Медаль Почёта за храбрость при штурме.
26 мая полковник Шалер получил звание бригадного генерала, а подполковник Хэмблин — звание полковника.
Полк участвовал в Геттисбергской кампании, но прибыл к Геттисбергу только на второй день сражения при Геттисберге, в 14:00, и в бою участия не принимал.
Осенью 1863 года полк не принимал участия в сражениях. 4 августа майор Хили стал подполковником, а 2 ноября капитан Томас Хигенботтам получил звание майора. 6 января 1864 года майор Хигенботтам стал подполковником. В начале Оверлендской кампании полк числился в VI корпусе, в дивизии Горацио Райта, в бригаде Шалера.